# Kalicilik (Sukosewu)
Kalicilik is een bestuurslaag in het regentschap Bojonegoro van de provincie Oost-Java, Indonesië. Kalicilik telt 2812 inwoners (volkstelling 2010).